# Sigmatomera (Austrolimnobia) spectabilis
Sigmatomera (Austrolimnobia) spectabilis is een tweevleugelige uit de familie steltmuggen (Limoniidae). De soort komt voor in het Australaziatisch gebied.